# Doo wop
Doo wop är en sångstil som uppstod i slutet av 1940-talet, men som fick sitt egentliga namn eller benämning närmare 60-talets slut. Från början var doo wop en helt svart musik, men under 1950-talet blev den mer integrerad. Det fanns mixade till helt vita grupper. Musikstilen var en utveckling ur blues och gospel och hade senare en stark förankring i rhythm'n'blues när denna stil utvecklades. Visst inslag av vokal jazz kan höras hos grupper i första skedet av musikstilen, sent fyrtiotal till tidigt femtiotal. Stilen karaktäriseras av en solist med stöd av en vokalgrupp. Doo wop hade en snabb och skiftande stilutveckling under denna period utan egentliga ramar.
Grupperna bestod oftast av fyra till fem personer, vanligtvis män, men även några kvinnliga grupper existerade (exempelvis The Chantels ). De hade vanligen uppställningen med en bas, två tenorer, möjligen även en barytonstämma, och en solist som oftast var tenor. Från början av femtiotalet var stilen hos grupperna mer tillbakadragen, men dynamiken i gruppernas ljudbild kom att utvecklas mer mot slutet av eran. Det innebär en mer framträdande roll för exempelvis basstämman och/eller en hög falsett. De vokala arrangemangen är till stöd för solisten och bildar en ljudvägg av så kallade "nonsensljud" (därav namnet "doo-wop"). Före doo wop-eran bestod vokalgrupperna av svarta män som sjöng för en vit vuxenpublik, men det ändrades i och med The Orioles genombrott 1948. De hade ett sound som blev populärt även bland yngre svarta. Doo wop-grupperna kom att alltmer bestå av mycket unga gruppmedlemmar, och de fick ofta högst en storsäljare och väldigt snålt med royalties. På grund av sin ålder och oerfarenhet inom musikbranschen, utnyttjades dessa grupper ekonomiskt, vilket fick de flesta att ge upp sin (ofta korta) karriär. Frånsett inom rhythm'n'blues, bredde sig stilen ut även inom genrerna rock'n'roll och pop, men fortfarande utan ett eget namn. Stilen var mycket populär runt 1956-1957. Stilen koncentrerades till storstäderna i USA, som New York, Los Angeles och Chicago. Där kunde man i dessa städer ofta höra unga grabbar harmonisera tillsammans i gathörn eller någon plats med bra akustik.
Stilen tappade lite av publikt intresse när 1950-talet närmade sig sitt slut, men fick ett uppsving av nostalgisk karaktär kring 1961, vilket höll i sig ett par år. Toppen nåddes 1961, då många av den tidens hits kom ur doo wop, till exempel The Marcels "Blue Moon" och The Tokens "The Lion Sleeps Tonight". Vid denna tid dök det också upp masterband med grupper från 1950-talets mitt, där de sjöng sina låtar utan ackompanjemang. Inspelningarna hade gjorts som stöd för att arrangera instrumenten till låtar som senare skulle spelas in. Dessa ursprungliga inspelningar gavs, med viss tvekan, ut på "Times Square records" i New York under beteckningen a cappella-versioner. Denna skivaffär var mycket betydande för stilens återkomst, och kom att producera låtar som tog sig in på hitlistorna. De svarta doo wop-grupperna utvecklade i början av sextiotalet soundet så att det senare gled över i soul. Grupper som The Four Tops, Smokey Robinson och The Miracles och The Temptations har sin grogrund i doo wop. Samma utveckling hade inte vita grupper. Bland dem höll populariteten i sig några år, men dog helt ut i och med att The Beatles slog igenom 1964. 
I början av 1970-talet uppstod ett nyvaknat intresse för musiken som då hade i stort sett varit helt ute, och den började spelas på collegeradio och större stationer, mestadels i New York-området. En ung ekonomistuderande vid namn Gus Gossert förälskade sig i musiken och populariserade namnet doo wopp (som det från början kallades) och spelade det i sitt populära radioprogram. En nostalgivåg uppstod som ledde till en renässans för doo wop. Konserter arrangerades och större radiostationer började spela musiken. Gruppen The Boppers tog upp doo wop-låtar i sin repertoar och hade även en hit med "Goodnight, sweetheart goodnight", från början en hit 1954, skriven och insjungen av The Spaniels.
Än idag lever doo wop-musiken med originalgrupper som fortfarande turnerar och ett flertal sidor på nätet som är tillägnade sångstilen. Även en del nät-jukeboxar och nätradio spelar denna musik.

## Kända artister och låtar
- The Moonglows - "Blue Velvet"
- The Five Satins - "In the Still of the Night"
- The Orioles - "Crying in the Chapel"
- The Penguins - "Earth Angel (Will You Be Mine)"
- The Heartbeats - "A Thousand Miles Away"
- The Marcels - "Blue Moon"
- Jive Five - "My True Story"
- The Flamingos - "I Only Have Eyes For You"
- The Silhouettes - "Get A Job"
- The Chantels - "Maybe"
- Frankie Lymon and the Teenagers - "Why Do Fools Fall In Love"